# Claude Roederer
Pour les articles homonymes, voir Roederer.
Claude Roederer est un artiste peintre, dessinateur, illustrateur, décorateur et costumier de pièces de théâtre français, né le 19 mars 1924 à Paris 17e et mort le 24 juin 1988 à Paris 10e.

## Biographie

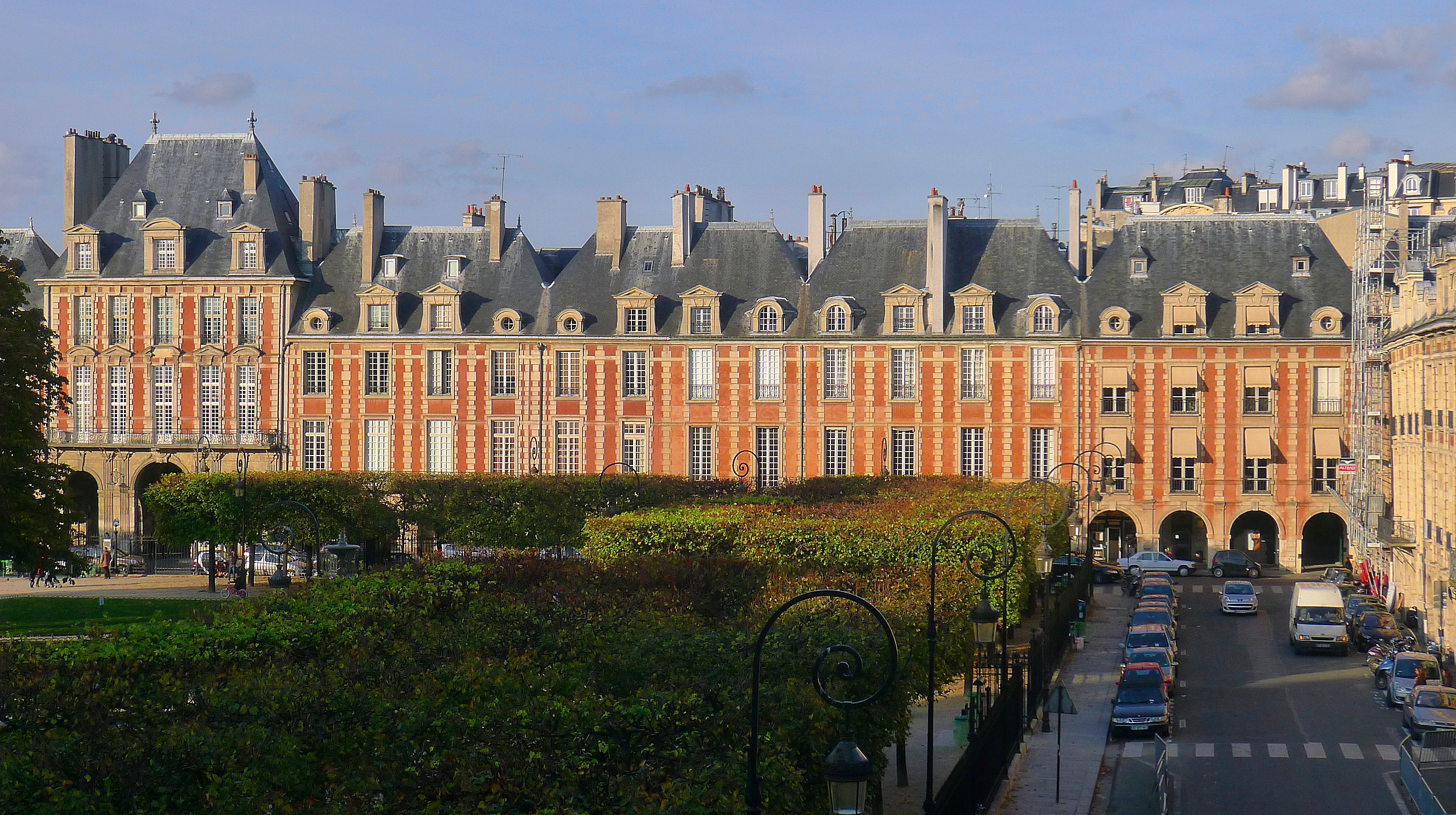
Paris, la place des Vosges

Claude Roederer est l'élève de Paul Colin et de Roger Chapelain-Midy.
Lié aux surréalistes, proche de Christian Bérard, il enseigne dans les années 1960 à l'Académie Julian avant de créer sa propre école, l'Académie d'art Roederer située place des Vosges : « Les enfants des grandes familles françaises, les Mitterrand, les De Gaulle, s'y bousculent, témoigne Juliette Coustiou, son assistante d'alors. Claude Roederer était un homme de guidance, il aidait ses élèves à découvrir l'esprit en eux ». L'Académie d'art Roederer compte parmi ses chargés de cours le sculpteur Paul Balme.
On trouve dans la peinture de Claude Roederer des paysages de Bretagne, de l'Île d'Yeu ou de Venise et dans ses dessins, outre des paysages, des portraits et des scènes allégoriques (Les quatre saisons). En tant qu'illustrateur, on lui doit dans les années 1960 des couvertures de la collection Le Livre de poche, entre autres Cyrano de Bergerac d'Edmond Rostand, Justine, Balthazar, Mountolive et Cléa,  les quatre volumes formant la suite Le Quatuor d'Alexandrie de Lawrence Durrell, Au risque de se perdre de Kathryn Hulme, ou Dix petits nègres d'Agatha Christie.
Artiste fondateur de l'ADAGP en 1953, il en est le président en 1982 et est à ce titre invité par l'Académie des Beaux-Arts de Corée du Sud et fait citoyen d'honneur de la ville de Gyeongju.

## Œuvres

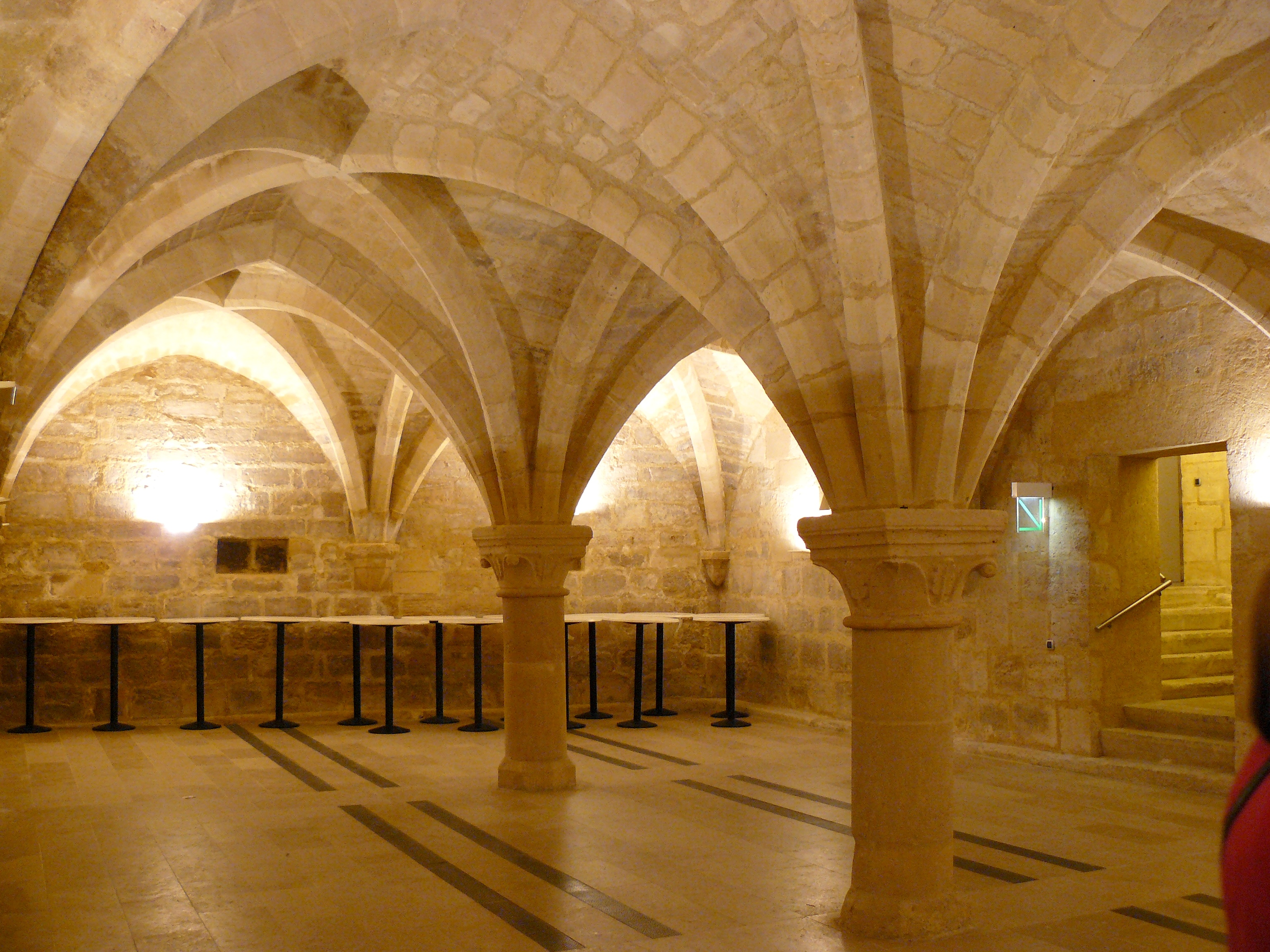
Paris, cave de l'Hôtel de Beauvais

### Décors pour la télévision
- Jean-Louis Barrault et Georges Pansu, Portrait de Molière, téléfilm avec Jean-Louis Barrault, Madeleine Renaud, Jean Desailly, Simone Valère, Pierre Bertin, Jean Parédès, décors de Claude Roederer, Office de radiodiffusion-télévision française, 1968[4].

### Décors et costumes pour le théâtre
- Le tour du monde en 80 jours, d'après Jules Verne et des adaptations de Jean Cocteau, mise en scène de Nicolas Bataille, Coupe-chou, 1979.
- La répétition dans la forêt, où comment Shakespeare écrivit Le Songe d'une nuit d'été, adaptation du Songe d'une nuit d'été, Théâtre de Porcelaine, mise en scène de Nicolas Bataille, costumes de Claude Roederer et Marie-Louise Lamé, représentation en la cave de l'Hôtel de Beauvais, 11e Festival du Marais, Paris, mai-juin 1984[5].

### Contributions bibliophiliques
- Angèle Vannier (préface de Paul Éluard), L'arbre à feu - Poèmes, enrichi de quatre compositions de Claude Roederer, Éditions du Goéland, 1950.
- Sous la direction de Philippe Cara Costea, Sujet, n°5 - Autoportraits, portefeuille de sérigraphies originales, tirage limité à deux cents exemplaires, contient les dix autoportraits sérigraphiés de Philippe Cara Costea, Nicolas Carrega, Paul Collomb, Daniel du Janerand, Bernard Lorjou, Yvonne Mottet, Orlando Pelayo, Claude Roederer, Gaëtan de Rosnay et Claude Schürr, La Jeune Peinture, 1951[6].
- Louis Bromfield (préface d'André Bay), Précoce automne, illustrations de Claude Roederer, Club des amis du livre, 1964.

### Écrits
- Contribution à l'histoire du peintre Tintin, texte-hommage à Augustin Mémin, artiste peintre, archives municipales d'Essômes-sur-Marne, dossier C24.

## Expositions personnelles
- Expositions non datées, France : Auvers-sur-Oise, Bordeaux, Cognac, Nantes, musée de Saint-Maur-des-Fossés ; États-Unis : New York, Philadelphie[2].

## Expositions collectives
- Helsinki, 1948 ; Dublin, 1962 ; Tel Aviv, 1962 ; Genève, 1963 et 1964 ; Vevey, 1975[2].
- Salon d'automne, Paris, sociétaire en 1956[7].
- Salon du dessin et de la peinture à l'eau, Paris, 1971[8].
- Le Salon d'automne à Téhéran - Exposition internationale des arts de Téhéran, décembre 1974 - janvier 1975[9].
- Expositions non datées : Salon de la Société nationale des beaux-arts, Salon des artistes français, Salon Comparaisons[2], Paris ; Salon Peintres en Champagne, Châlons-en-Champagne.

## Collections publiques
- Musée des Beaux-Arts de Bordeaux, Catherine Roederer récite son premier compliment de nouvel an aux amis de ses parents, Claude et Marite, épreuve d'artiste 32,6x25,1cm, numérotée et signée[10].
- Archives départementales de la Nièvre, Hôtel du département, Nevers, deux dessins, l'un aquarellé et daté 1956 (fonds Mirault-Fericelli).
- Fonds national d'art contemporain, Puteaux, Le Crotoy, gouache, aquarelle et crayon graphite sur papier 47,7x62,7cm, 1971[8].

## Prix et distinctions
- Prix Gabriel Olivier de Monaco, 1983[2].

## Élèves de l'Académie d'art Roederer
- François Avril.
- Claire Mériel[11].
- Patricia Nik-Dad[12].